# Sulpicia de aere alieno
La lex Sulpicia de aere alieno ('Sulpícia de deutes') va ser una antiga llei romana proposada pel pretor Servi Sulpici Galba l'any 54 aC. El senat hi va donar suport, i establia que un senador no podria tenir deutes superiors a les dues mil dracmes. Aquest mateix pretor que la va proposar, que també va ser senador, a la seva mort, tenia uns deutes molt superiors.